# Ozodicera zikaniana
Ozodicera zikaniana är en tvåvingeart som beskrevs av Alexander 1937. Ozodicera zikaniana ingår i släktet Ozodicera och familjen storharkrankar. Inga underarter finns listade i Catalogue of Life.